# Смоутерс, Отис
Отис «Большой Смоуки» Смоутерс (англ. Otis «Big Smokey» Smothers; 21 марта 1929, Лексингтон, Миссисипи, США  — 23 июля 1993, Чикаго, Иллинойс, США) — американский блюзовый гитарист, вокалист и автор песен. Номинант Blues Music Awards в номинации «Песня года» (1982) . Брат блюзового музыканта Маленького Смоуки Смоутерса. Отис Смоутерс изначально был известен под псевдонимом Смоуки Смоутерс, но когда его брат, младше на 10 лет, также приобрёл известность, псевдоним изменился до Большого Смоуки Смоутерса.

## Биография
Отис Смоутерс родился в Лексингтоне, Миссисипи, и научился играть на губной гармонике и гитаре у своей тёти. Уже подростком выступал на местных праздниках и пикниках, в местных кафе. Там он получил своё прозвище Смоуки, вероятно прозвище он получил из-за слайд-тона гитары и нечёткой дикции . 
В 1946 году Отис Смоутерс переехал в Чикаго. Первое его выступление на сцене было в 1951 году с Джонни Вильямсом, и Джонни «Мэн» Янгом . В начале 1950-х Смоутерс выступал в основном со своим двоюродным братом Лестером Дейвенпортом, а также с Артуром «Биг Боем» Спайрсом, Эрлом Хукером, Генри Стронгом и Бо Диддли. 
В 1956 и 1957 году Хаулин Вулф несколько раз приглашал музыканта сыграть партию ритм-гитары в своих записях для Chess Records. Смоуки Смоутерс отметился на таких песнях, как "Who’s Been Talking", «Tell Me», «Change My Way», «Goin' Back Home», «The Natchez Burning» и «I Asked for Water». В конце 1950-х Смоутерс помог Мадди Уотерсу сформировать группу Muddy Waters Junior Band. В то время, когда Уотерс был в разъездах, группа регулярно играла без него, исполняя песни Уотерса, и Отис Смоутерс часто выступал с этой группой. В 1960-х он частично был занят в группе Мадди Уотерса и в 1968 году записал вместе с ней свой сингл «I Got My Eyes on You» . Также Смоутерс был соавтором некоторых песен Мадди Уотерса, включая  «I’ve Been Drinking Muddy Water», «Ain’t Gon Be No Monkey Man» и «Can’t Judge Nobody». 
В 1960 году Смоутерс подписал контракт с Federal Records. Первый сингл был  «Crying Tears»/«What Am I Going To Do?» был записан 25 августа 1960 года и вышел в октябре 1960 года. В 1962 году вышел дебютный альбом музыканта Smokey Smothers Sings the Backporch Blues, где на нескольких песнях партию соло-гитары сыграл Фредди Кинг. В 1970-х музыкант не записывался, злоупотребляя алкоголем, а его работы выходили на редких сборниках.   
В 1980 году он выпустил новый сингл, записанный на радио, а в 1982 году выпустил сингл «Things Ain’t The Way They Used To Be»/«Black Cat Girl», получивший номинацию на Blues Music Awards. Это позволило ему гастроли как в США, так и в Европе. Полноценный альбом Got My Eyes on You Отис Смоутерс со своей группой Ice Cream Men (отсылка к работе Смоутерса продавцом мороженого начиная с 1950-х и до 1980-х ) смог записать лишь в 1986 году на Red Beans Records. 
В конце 1980-х Отис Смоутерс страдал от сердечной недостаточности и умер в июле 1993 года, пережив жену, сыновей и дочь. 
Его друг и коллега по группе, барабанщик Твист Тёрнер отзывался о Смоуки Смоутерсе как: «Иногда его игра была немного грубоватой, он мог не делать все изменения в 12-тактовой схеме вовремя, но именно это делало ее интересной. Многие музыканты, которые выросли, играя на акустической гитаре, играют именно так» .
Исследователь блюза Джанет Браунинг сказала, что «Стиль музыки Big Smokey был в основном непринужденным. Он играл грубый блюз, потому что учился сам. Его игра не была так хорошо отточена, как у многих музыкантов. Если вам нравится слушать ZZ Top, то вам, вероятно, понравится его песня „Do The Thing“. Эта песня не такая непринуждённая, как большая часть его музыки» .
«Смоуки оказался опытным автором текстов, с острым чувством иронии и эмоциональным пением. Если говорить про игру на гитаре, то его блюз иногда заигрывает с ритмическим хаосом и диссонансами, характерными для стиля „дом/заднее крыльцо“» .

## Дискография
Полная иллюстрированная дискография Смоуки Смоутерса
- Smokey Smothers Sings the Backporch Blues (1962), King Records
- Drivin' Blues (1966), King (перевыпуск Sings the Backporch Blues)[5]
- Got My Eyes on You (1986), Red Beans [6]